# Régiment de Guyenne (1684-1762)
Pour les articles homonymes, voir Régiment de Guyenne (homonymie).
Le régiment de Guyenne est un régiment d’infanterie du royaume de France créé en 1684 et incorporé dans le régiment du Dauphin en 1762.

## Création et différentes dénominations
- 21 février 1684 : création du régiment de Guyenne, au nom de cette province
- 10 décembre 1762 : incorporé dans le régiment du Dauphin

## Colonels et mestres de camp
- 21 février 1684 : Charles de La Rochefoucauld de Roye, comte de Blanzac[1], brigadier le 30 mars 1693, maréchal de camp le 29 janvier 1702, lieutenant général des armées du roi le 26 octobre 1704, † 4 septembre 1732 âgé de 67 ans
- 2 avril 1702 : Eberhard Ernest, comte d’Harling, brigadier le 23 décembre 1705, maréchal de camp le 8 mars 1718, † 24 avril 1729 âgé de 64 ans
- 15 mars 1718 : Michel Dreux, marquis de Brézé, né le 15 juin 1700, 20 février 1734, maréchal de camp le 1er mars 1738, lieutenant général des armées du roi le 2 mai 1744, † 17 février 1754
- 16 avril 1738 : Joachim de Dreux de Brézé, chevalier de Dreux, déclaré brigadier en décembre 1745 par brevet expédié le 1er mai, déclaré maréchal de camp en décembre 1748 par brevet du 10 mai, lieutenant général des armées du roi le 17 décembre 1759
- 26 mai 1745 : Louis Félicien de Boffin d’Argenson, marquis d’Argenson puis marquis de Pusignieu en 1744, déclaré brigadier en janvier 1749 par brevet expédié le 10 mai 1748, maréchal de camp le 10 février 1759, lieutenant général des armées du roi le 25 juillet 1762, † 1778
- 29 octobre 1746 : Joseph Pierre de Montmorency, marquis de Laval, tué en 1757
- 6 octobre 1757 : Jean Frédéric, comte de La Tour du Pin-Paulin ; celui-ci restera en France, brigadier le 20 février 1761

## Historique des garnisons, combats et batailles
Le nom du régiment est celui d’une ancienne province du Sud-Ouest de la France, le recrutement s’effectuant dans la région de Bordeaux en France. 
- 1691 : Flandre ; Mons
- 1692 : Allemagne
- 1693 : Heidelberg
- sur le Rhin jusqu'à la paix
- 1703 : Allemagne, Friedlingen (14 octobre), Kehl et Bavière
- 13 août 1704 : Hochstedt
- 1705 : défense d’Haguenau, en garnison à Marsal
- 1707 : Flandre
- 11 juillet 1708 : Audenarde
- 11 septembre 1709 : Malplaquet
- 1709 - 1711 : garnison d’Ypres
- 1712 : Denain, Douai, Le Quesnoy, Bouchain
- 1713 : Landau, Fribourg
- 1733 - 1734 : Allemagne
- 1734 - 1737 : occupation de Nancy
- 1741 : Westphalie
- 1742 : Bohême
- 1743 : Bavière
- 1744 : Italie
- 1746 : Plaisance, Tidone
- 1747 - 1748 : Bataille d'Assietta défense de la Provence
- 1749 : renforcé par incorporation du régiment de Blaisois

Pendant la guerre de Sept Ans, le 1er bataillon est sur les côtes ; le 2e bataillon au Canada de mars 1755 jusqu'en 1760.
Le 3 mai 1755, le 2e bataillon du régiment de Guyenne, commandé par le baron Jean Armand Dieskau, embarque pour la Nouvelle-France. Il avait été nommé par le roi Louis XV commandant de ce grand contingent de 3600 hommes, formé par différents régiments d'infanterie. 

Le 2e bataillon arriva au Canada le 23 juin 1755, d'où il fut envoyé au fort Frontenac, puis au fort Niagara. En février 1756, certains de ses soldats ont participé à la prise du fort Bull, coupant ainsi les communications entre le lac George et le fort Oswego. Le régiment a participé à de nombreuses batailles : bataille du fort Chouaguen (fort Oswego) en août 1756 et bataille de Fort William Henry en 1757. Le 2e bataillon (470 hommes et officiers) du régiment a combattu à la bataille de Fort Carillon le 8 juillet 1758, et il passa le reste de l'année et l'hiver au fort Carillon. En mars 1759, une partie du régiment fut envoyée au fort Niagara, et d'autres à l'île aux Noix, sur la rivière Richelieu, et le reste des hommes du régiment furent envoyés à la ville de Québec pour la défendre. Ceux-ci prirent part à la bataille de Montmorency et par la suite à la bataille des plaines d'Abraham, le 13 septembre 1759. Le régiment avait été placé au centre des lignes d'attaques. Le régiment participa aussi à la bataille de Sainte-Foy du 25 avril 1760.
Lors de la réorganisation des corps d'infanterie français de 1762, les deux bataillons du régiment de Guyenne sont incorporés dans le régiment du Dauphin. Ainsi, ce régiment de Guyenne disparait pour toujours.

## Drapeaux
3 drapeaux dont un blanc colonel, et 2 d’ordonnance, « verts & isabelles par opposition, & croix blanches ».

Drapeaux du régiment de Guyenne
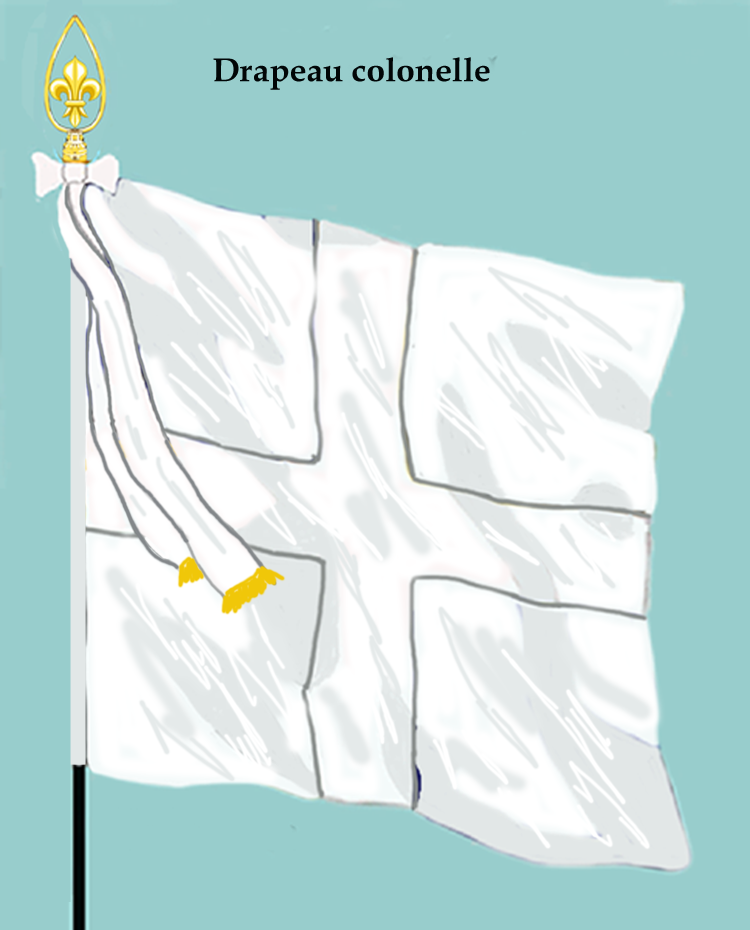
drapeau colonel, de 1684 à 1762
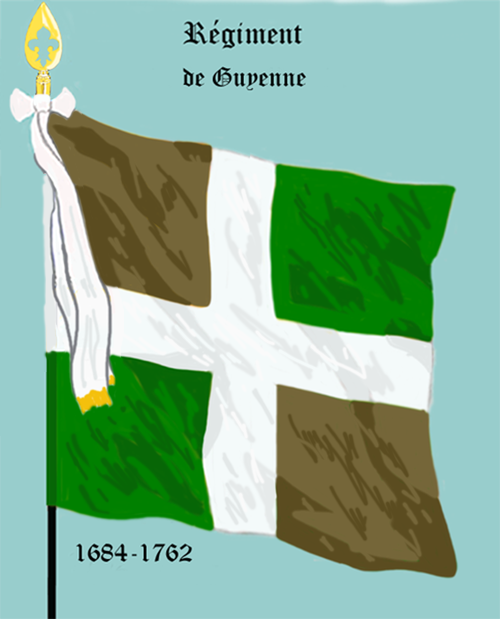
drapeau d’ordonnance, de 1684 à 1762

## Habillement
L'uniforme du régiment ressemblait à celui du régiment de La Reine : manteau gris-blanc avec manches inversées rouges avec trois boutons ornés ; veste rouge, culotte gris-blanc ; souliers noirs à boucles métalliques. Cependant, contrairement à celui du régiment de La Reine, le tricorne de feutre noir portait un galon doré.

Uniformes
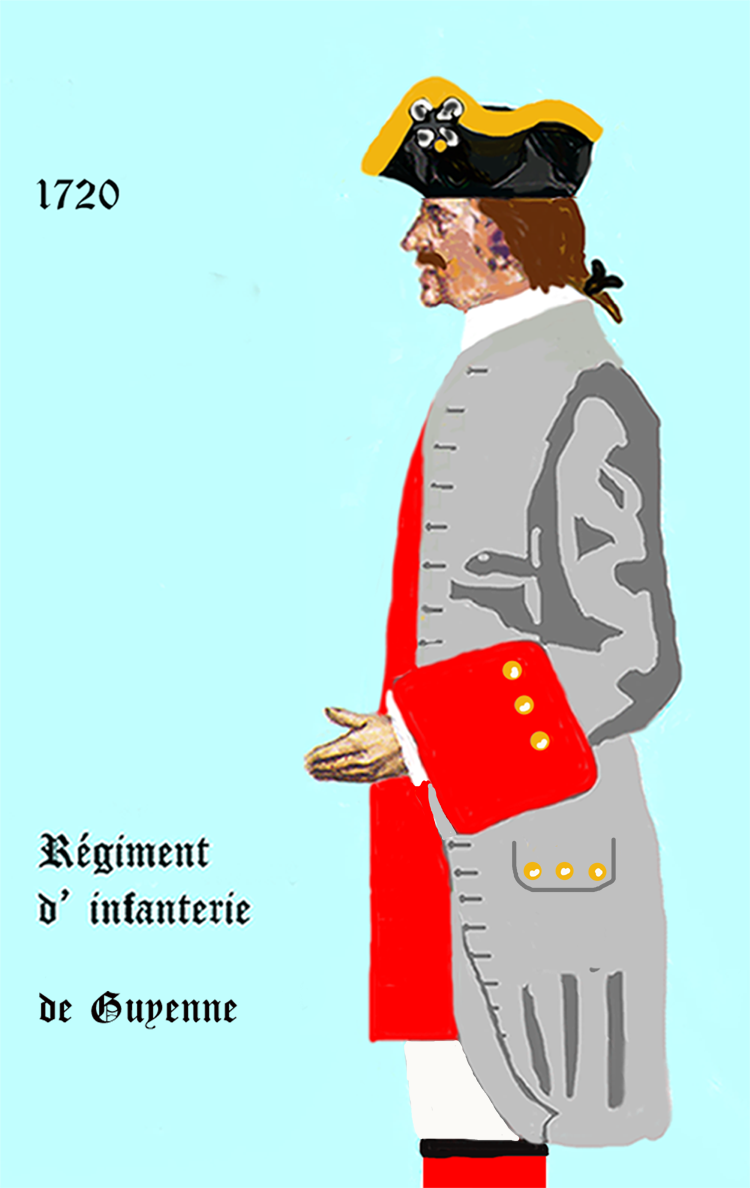
régiment de Guyenne de 1720 à 1734
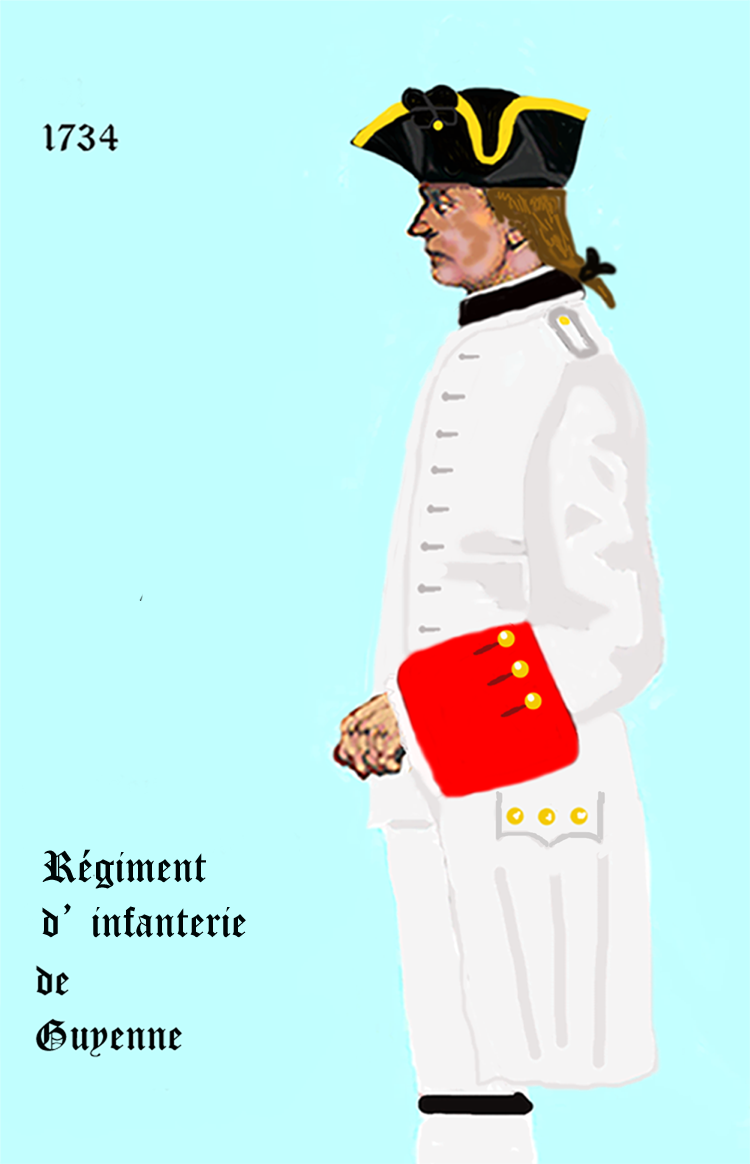
régiment de Guyenne de 1734 à 1757
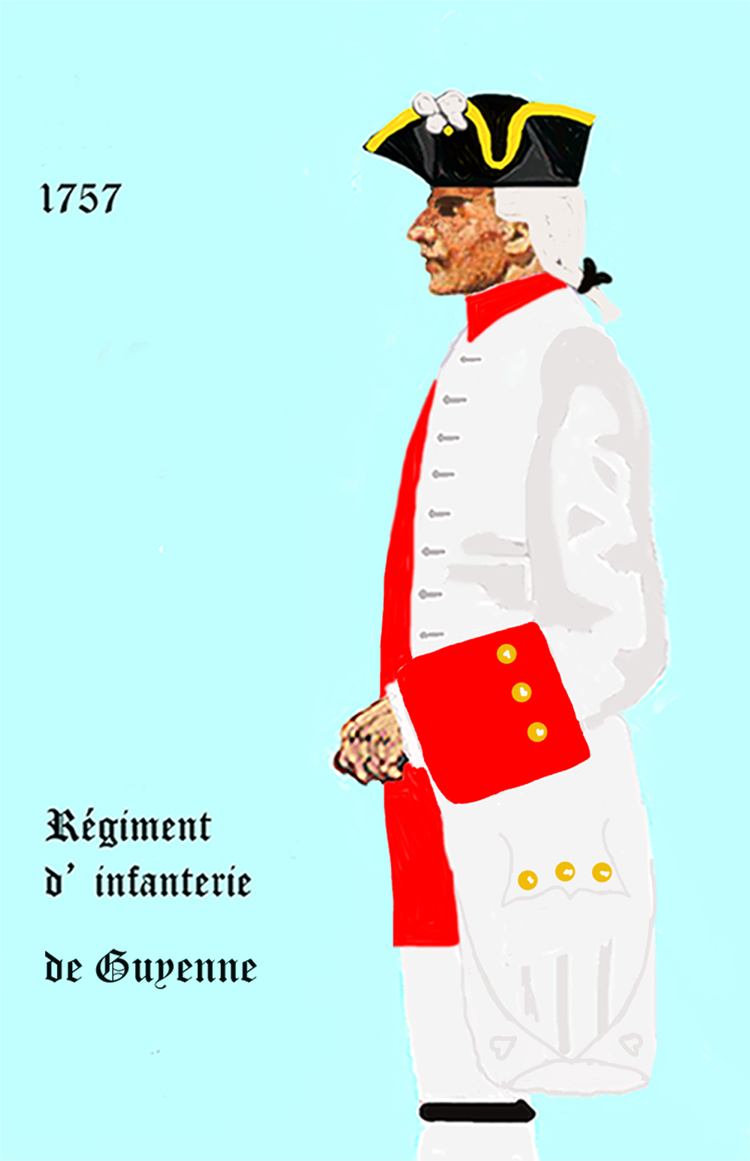
régiment de Guyenne de 1757 à 1762

## Sources
- (en) Cet article est partiellement ou en totalité issu de l’article de Wikipédia en anglais intitulé « Régiment de Guyenne » (voir la liste des auteurs).